# Michael Andrews (Komponist)
Michael Andrews (auch Mike Andrews; * 17. November 1967 in San Diego, Kalifornien) ist ein US-amerikanischer Musiker und Filmmusikkomponist.

## Leben
Michael Andrews war zunächst Mitglied der Band The Origin. Nach deren Auflösung schloss er sich der Band The Greyboy Allstars an. Die Band wurde beauftragt die Musik für Jake Kasdans ersten Spielfilm, Zero Effect, zu machen. Es folgte die Musik zur Fernsehserie Voll daneben, voll im Leben.
Andrews wurde durch seine Coverversion des Tears-for-Fears-Stücks Mad World bekannt, das er für den Soundtrack des Films Donnie Darko im Jahre 2001 produziert hatte. Der zusammen mit Sänger Gary Jules aufgenommene Titel erreichte 2003/04 Platz eins in den britischen Charts und war in Großbritannien ein Weihnachts-Nummer-eins-Hit.

## Filmografie (Auswahl)
- 1999: Adam – Ein Kapitel für sich (Chapter Zero)
- 1999–2000: Voll daneben, voll im Leben (Freaks and Geeks, Fernsehserie, 17 Episoden)
- 2001: Donnie Darko
- 2001: Eis Kalt (Out Cold)
- 2002: Nix wie raus aus Orange County (Orange County)
- 2002: Cypher
- 2003: Nothing
- 2004: Wonderfalls (Fernsehserie, 13 Episoden)
- 2005: Ich und Du und Alle, die wir kennen (Me and You and Everyone We Know)
- 2005: My Suicidal Sweetheart
- 2006: The TV Set
- 2006: Oh je, du Fröhliche (Unaccompanied Minors)
- 2007: Walk Hard: Die Dewey Cox Story (Walk Hard: The Dewey Cox Story)
- 2009: Wie das Leben so spielt (Funny People)
- 2010: Cyrus
- 2010: Zu scharf um wahr zu sein (She’s Out of My League)
- 2011: Brautalarm (Bridesmaids)
- 2011: Bad Teacher
- 2011: Jeff, der noch zu Hause lebt (Jeff, Who Lives at Home)
- 2012: Fast verheiratet (The Five-Year Engagement)
- 2012: The Reluctant Fundamentalist – Tage des Zorns (The Reluctant Fundamentalist)
- 2012–2013: Ben and Kate (Fernsehserie, 15 Episoden)
- 2013: Taffe Mädels (The Heat)
- 2014: Bad Neighbors (Neighbors)
- 2014: Tammy – Voll abgefahren (Tammy)
- 2014: Sex Tape
- 2015: The Adderall Diaries
- 2015: Daddy’s Home – Ein Vater zu viel (Daddy’s Home)
- 2016: Dirty Grandpa
- 2016: Bad Neighbors 2 (Neighbors 2: Sorority Rising)
- 2017: The Big Sick
- 2017: Daddy’s Home 2 – Mehr Väter, mehr Probleme! (Daddy’s Home 2)
- 2017: Big Time
- 2017–2019: Friends from College (Fernsehserie, 16 Episoden)
- 2018: The Zen Diaries of Garry Shandling (Dokumentarfilm)
- 2018: I Feel Pretty
- 2018: Plötzlich Familie (Instant Family)
- 2018: Manhattan Queen (Second Act)
- 2019: Against the Clock
- 2019: Always Be My Maybe
- 2020: Die Turteltauben (The Lovebirds)
- 2020: The King of Staten Island
- 2021: Meine Stadt der Geister (City of Ghosts, Fernsehserie, 6 Episoden)
- 2021: Yes Day
- 2021: Roadrunner: A Film About Anthony Bourdain (Dokumentarfilm)
- 2022: Dreaming Walls (Dokumentarfilm)
- 2022: The Bubble
- 2023: You Hurt My Feelings
- 2023: Totally Killer – Gefährliches Spiel mit der Zeit (Totally Killer)
- seit 2023: Platonic (Fernsehserie)
- 2024: Piece by Piece
- 2025: Ihr seid herzlich eingeladen (You’re Cordially Invited)
- 2025: American Sweatshop

## Auszeichnungen für Musikverkäufe
| Goldene Schallplatte - Spanien - 2024: für die Single Mad World |

Anmerkung: Auszeichnungen in Ländern aus den Charttabellen bzw. Chartboxen sind in ebendiesen zu finden.
| Land/RegionAuszeichnungen für Musikverkäufe (Land/Region, Auszeichnungen, Verkäufe, Quellen) | Gold     | Platin     | Verkäufe | Quellen             |
| -------------------------------------------------------------------------------------------- | -------- | ---------- | -------- | ------------------- |
| Deutschland (BVMI)                                                                           | Gold1    | Platin1    | 450.000  | musikindustrie.de   |
| Spanien (Promusicae)                                                                         | Gold1    | —          | 30.000   | elportaldemusica.es |
| Vereinigtes Königreich (BPI)                                                                 | —        | Platin1    | 600.000  | bpi.co.uk           |
| Insgesamt                                                                                    | 2× Gold2 | 2× Platin2 |          |                     |